# Anastasius Bibliotecarius
Anastasius Bibliotecarius (800 k. – 879 k.) pápai könyv- és levéltáros volt. 855-ben III. Anasztáz néven ellenpápaként lépett fel.

## Élete
Rómában görög szerzetesek nevelték, és olyan nyelvtudásra tett szert, hogy kortársai a legjobb görög tudósnak tartották. Ismételten megfordult Konstantinápolyban is. IV. Leó pápa 847-ben bíborossá tette, majd engedetlenségeiért 853. június 19-én kiközösítette. Sértettségében II. Lajos római császár támogatásával 855 augusztusától szeptemberéig ellenpápaként lépett föl III. Benedek pápával szemben, de kiengesztelődtek. I. Miklós pápa a trasteverei Szűz Mária-kolostor apátjává, II. Adorján pápa könyv- és levéltárossá nevezte ki. II. Lajos császár Konstantinápolyba küldte, ahol részt vett a 8. egyetemes zsinat utolsó ülésein, és latinra fordította a zsinati aktákat.